# Stade Josy Barthel
A Stade Josy Barthel vagy magyarul Josy Barthel stadion többféle sportesemény megrendezésére alkalmas sportlétesítmény Luxemburg fővárosában, Luxembourgban. Az ország labdarúgó-csapatának nemzeti stadionja. 1993 júliusa óta az 1952. évi nyári olimpiai játékok 1500 méteres síkfutásában aranyérmes luxemburgi sportoló, Josy Barthel nevét viseli.
A pálya felülete természetes füves, amit hatsávos, gumiborítású futópálya ölel körül. A stadion saját megvilágítással rendelkezik, így esti sportesemények megrendezésére alkalmas. 
A füves területen szabványos méretű labdarúgópálya alakítható ki, a sportrendezvényeket pedig a futópályát körülölelő lelátón 8054 szurkoló izgulhatja végig. A tribün északi oldalának középső része teljesen fedett.

## Története
A Stade Municipal de la Route d’Arlon Mr. Schönberg tervei alapján 1928 és 1931 között épült fel. A megnyitó mérkőzésre 1931. március 1-jén került sor, mikor a luxemburgi labdarúgó-válogatott Belgium nemzeti tizenegyével csapott össze 6 000 néző előtt. A nézőszám-rekordot 1934-ben egy Luxemburg–Franciaország-mérkőzés hozta meg, melyen 20 000 szurkoló izgulta végig a találkozót. 
A fokozódó igények, illetve a nemzetközi előírások hatására 1989-ben az épületet korszerűsítették.

## Külső hivatkozások
- worldstadiums.com (angolul)
- Stadioninformációk a Racing FC oldalán (luxemburgiul)